# Плім (річка)
Плім (англ. River Plym) — річка на півдні Англії.

## Опис
Довжина - 30 км. Витоки річки знаходяться в болотистій місцевості на території Дартмуру в графстві Девоншир на висоті 450 м над рівнем моря. Впадає річка в затоку Плімут-саунд в Плімуті, давши місту його назву («Гирло Пліму»).